# Remec
Remec je priimek več znanih Slovencev:
- Aleksander Remec, fotograf
- Alojzij Remec (1886—1952), pravnik, književnik in politik
- Avgust Remec (1876—1920), glasbenik
- Bara Remec (1910—1991), slikarka
- Bogumil Remec (1878—1955), gospodarstvenik in politik
- Bogumil M. Remec (1905—1996), jezuit, teolog, filozof, cerkveni zgodovinar
- Črtomir Remec (*1961), gradbenik
- Franc Josip Remec (1850—1883), prevajalec
- France Remec (1846—1917), dramatik in prevajalec
- Ida Brišnik Remec (*1941), slikarka
- Jaka Remec, BMX-tekmovalec
- Marija Remec (1869—1956), avtorica kuharskih in gospodinjskih priročnikov
- Meta Remec (*1983), zgodovinarka
- Miha Remec (1928—2020), pisatelj znanstvene fantastike, novinar
- Miha Remec (1934—2009), gradbenik
- Mirko Remec - Nanos (1923—2010), partizan, politik
- Peter Pavel Remec (1925—2020), pravnik, politolog in filozof (ZDA)
- Savina Remec (*1939), igralka